# Manuvie

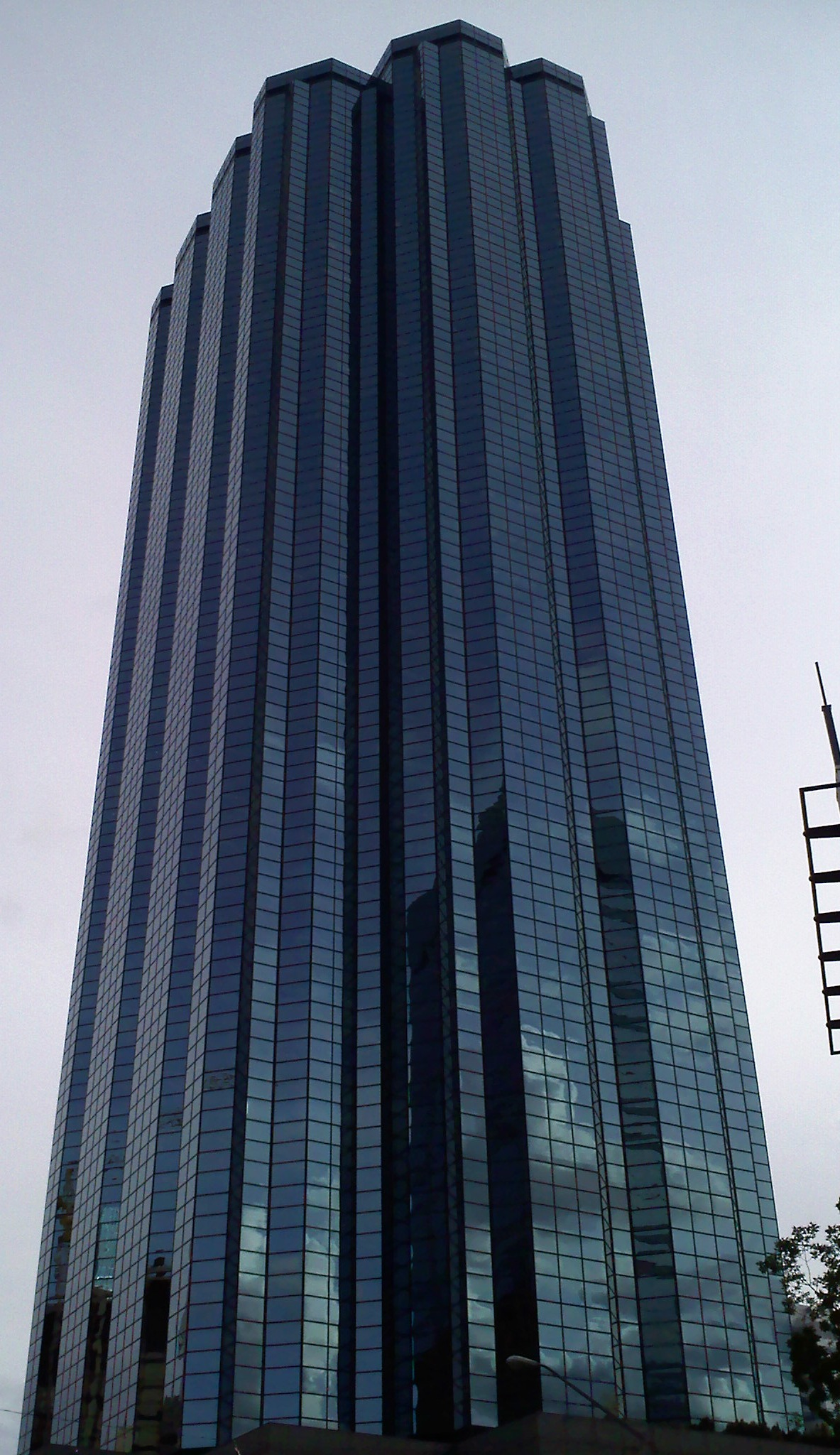
Le Manulife Palace à Edmonton

Manuvie (en anglais : Manulife), en forme longue la Société Financière Manuvie (Manulife Financial Corporation), officiellement nommée la Compagnie d'Assurance-Vie Manufacturers (The Manufacturers Life Insurance Company), est une compagnie d'assurances canadienne. Son siège social principal est à Toronto, en Ontario, avec un siège social secondaire à Montréal, au Québec.
Elle a des bureaux au Canada, aux États-Unis (grâce à sa filiale John Hancock Insurance) et dans dix-neuf autres pays à travers le monde. Elle compte 47 000 employés et agents. Elle est la plus grande compagnie d'assurance au Canada, la seconde en Amérique du Nord et la cinquième au monde selon la capitalisation boursière.

## Histoire
Elle est fondée en 1887 par le premier ministre canadien Sir John A. Macdonald. Dès 1897, elle étend ses opérations en Asie, incluant la Chine et Hong Kong.
En septembre 2014, Manuvie acquiert les activités canadiennes, principalement situées au Québec, de Standard Life pour 3,7 milliards de dollars

## Principaux actionnaires
Au 18 mars 2020:
| Royal Bank of Canada                   | 7,09% |
| BMO Asset Management                   | 3,58% |
| The Vanguard Group                     | 2,85% |
| Jarislowsky, Fraser                    | 2,10% |
| Mackenzie Financial                    | 1,88% |
| BlackRock Asset Management Canada      | 1,83% |
| I. G. Investment Management            | 1,81% |
| Caisse de dépôt et placement du Québec | 1,78% |
| EdgePoint Investment Group             | 1,61% |
| TD Asset Management                    | 1,51% |

## Direction
Membres du conseil de direction de La Financière Manuvie en 2006: John M. Cassaday, Lino J. Celeste, Gail C.A. Cook-Bennett, Thomas P. d'Aquino, Dominic D'Alessandro, Richard B. DeWolfe, Robert E. Dineen, Jr., Pierre Y. Ducros, Allister P. Graham, Scott M. Hand, Luther S. Helms, Thomas E. Kierans, Lorna R. Marsden, Arthur R. Sawchuk (Président), Hugh W. Sloan, Jr., Gordon G. Thiessen.
L'ancien directeur Michael Wilson, homme politique, démissionna après onze années quand il fut nommé ambassadeur du Canada aux États-Unis en mars 2006.

## Commanditaire
Manuvie est un des commanditaires des Jeux olympiques d'été de 2008, à Pékin, en Chine.